# Libertad Digital TV
Libertad Digital TV fue un canal de televisión de ámbito español dedicado a la información y opinión, y que pertenece al portal de internet Libertad Digital. En la actualidad solo se ve en algunas demarcaciones locales en la TDT y en su página web (en la web cuando hay películas o series se sustituye por televenta).

## Historia
El canal nace en el año 2006, cuando la empresa que gestiona el portal web de información Libertad Digital decide dar un salto al terreno audiovisual y concurrir a los concursos de licencias locales de TDT, con la intención de hacer un canal dedicado principalmente a la información marcada desde un punto de vista liberal.
La cadena empezó sus emisiones TDT en pruebas solo en la Comunidad de Madrid, el 19 de octubre de 2006, y posteriormente inicia sus servicios informativos y programación regular el 15 de enero de 2007.
El día 1 de mayo de 2013 Libertad Digital TV cesó sus emisiones para dar Ehs.TV. El día 7 de mayo de 2013 cesó las emisiones de Ehs.TV para dar paso a las emisiones de TBN-Enlace.
El 14 de mayo de 2013, a las 21:54, vuelve la señal de Libertad Digital TV, excepto en la Comunidad de Madrid.
El 1 de julio de 2013, cesaron las emisiones de Libertad Digital TV en la Comunidad Valenciana y la Región de Murcia (las 2 comunidades que faltaban por cesar sus emisiones. En Madrid cesaron el 14 de mayo. Cesaron las emisiones de Libertad Digital TV para dar paso al canal TBN-Enlace.
El 15 de septiembre de 2016 vuelve a emitir a través de Movistar+, en el canal 125.
El 1 de noviembre de 2017 vuelve a emitir en la TDT local de Madrid sustituyendo al canal Ver-T.
El 31 de marzo de 2020, cesa sus emisiones en Movistar+.

## Programación
La plantilla de Libertad Digital TV se nutre de periodistas y colaboradores tanto del portal digital que da nombre al canal, como de la emisora de radio del grupo, esRadio, tales como Federico Jiménez Losantos (accionista del portal web), César Vidal, Luis Herrero o Luis del Pino.
La parte más importante del canal, reside en los programas informativos. Emite cada día dos ediciones de informativos, de carácter nacional, llamados "Noticias en Libertad", a lo que se suman informativos locales para cada Comunidad Autónoma.
También posee tres tertulias diarias, emitidas simultáneamente con esRadio, que son la tertulia del programa de Federico Jiménez Losantos, "Es La Mañana de Federico", la de la tarde del programa de Luis Herrero, "En casa de Herrero", y el programa de César Vidal, "Es La Noche de César", y el Informativo de las 15, Noticias en Libertad, presentado por Dieter Brandau. El programa más longevo de la cadena es "Debates en Libertad" presentado por Javier Somalo.
Además, posee programas especializados como "Conectados" (sobre tecnología multimedia), "Caso abierto" (sobre sucesos) o "Economía para todos" entre otros. La oferta informativa se complementa con debates, tertulias, y espacios personales como "La hora de Federico", en el que el locutor radiofónico trata de imprimir su punto de vista a la actualidad con comentarios políticos y entrevistas. Todos los programas informativos siguen una línea editorial similar al portal web.
Otros de los contenidos del canal son un espacio de zapping, documentales como el espacio de César Vidal "Corría el año", programas de novela negra y cine.